# Vénus de Laussel
La Vénus de Laussel, ou Vénus à la corne, est une Vénus paléolithique datée du Gravettien (environ 25 000 ans AP), au Paléolithique supérieur.
Trouvée en 1911 dans l'abri de Laussel, sur la commune de Marquay, en Dordogne, elle a été sculptée en bas-relief sur un bloc calcaire et peinte à l'ocre rouge. Elle correspond à un personnage féminin nu tenant dans sa main droite un objet interprété généralement comme une corne de bison. Elle est conservée au Musée d'Aquitaine, à Bordeaux.

## Situation
Le site préhistorique de Laussel se trouve dans la commune de Marquay, sur la rive droite de la Grande Beune ou Beune du Nord, à environ 500 m en amont du château de Laussel et à environ 2,5 km à l'ouest du bourg (à vol d'oiseau),.
Laussel a des voisins fort célèbres : le château est à 360 m au nord de la grotte de Commarque et du château de Commarque (commune des Eyzies) ; l'abri sous roche du Cap Blanc en est éloigné de 450 m en aval (vers l'ouest), l'abri de la Grèze à un peu plus de 900 m en aval, et au-delà se trouve l'extraordinaire concentration de sites préhistoriques foisonnant autour des Eyzies, dont en aval sur le même cours d'eau : les Combarelles (4,5 km) et Font-de-Gaume (6 km) ; et entre autres, toujours vers l'ouest mais dans la vallée de la Vézère, la Mouthe (6,7 km), l'abri Pataud et l'abri de Cro-Magnon (7 km), l'abri du Poisson (8 km), Laugerie-Basse et Laugerie-Haute (8,5 km), et d'autre

Les environs de l'abri de Laussel
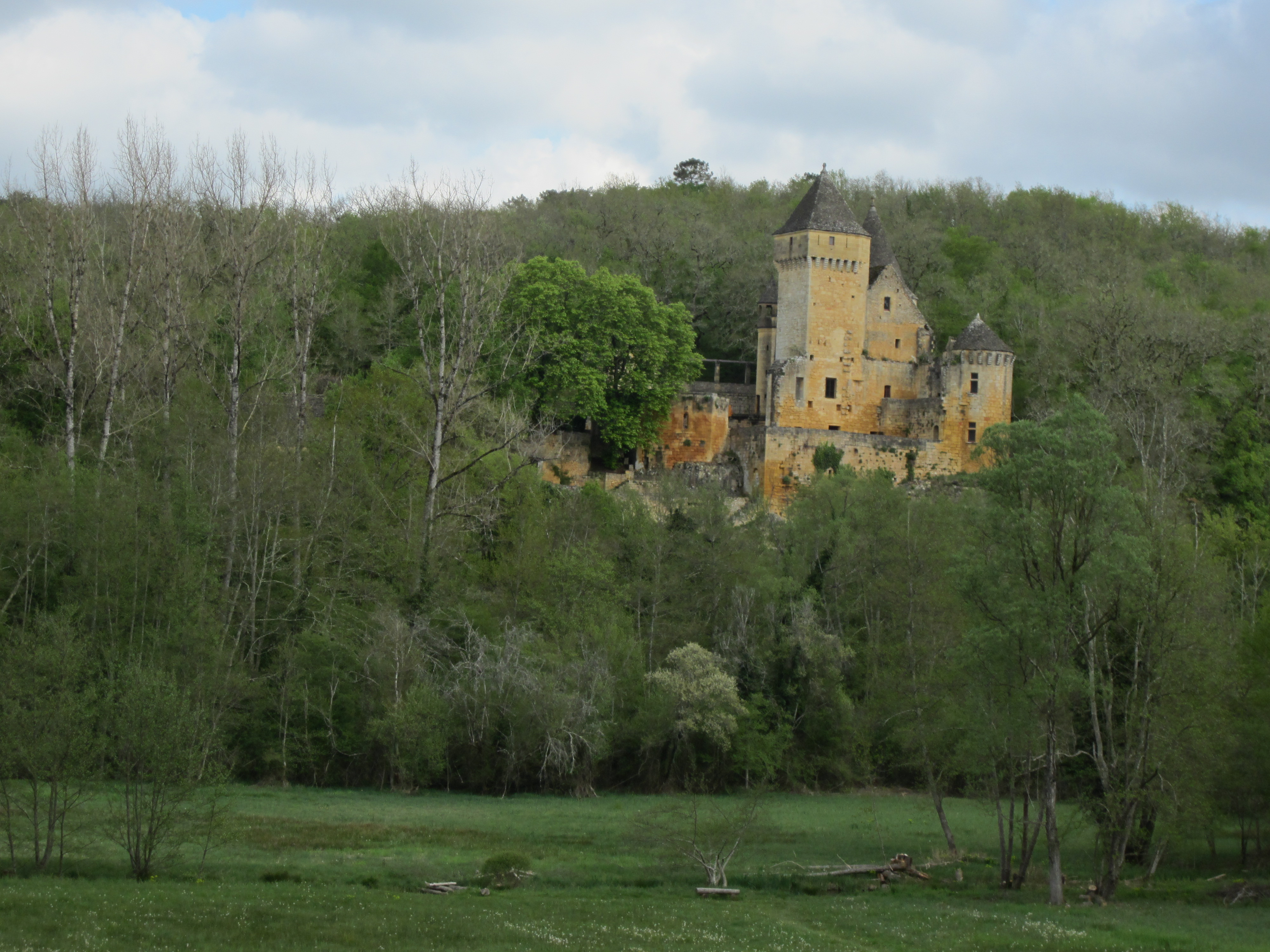
La Grande Beune ou Beune du Nord et le château de Laussel, vus depuis le château de Commarque.

La vénus à la corne vient du Grand Abri dit « abri de Laussel », de même que « le chasseur », la « vénus à la tête quadrillée », la « vénus de la carte à jouer », la « vénus de Berlin » et le « priapus de Laussel ».

## Historique
Cette vénus a été découverte en décembre 1911 sur le site archéologique de Laussel. Elle a été trouvée sur un gros bloc de calcaire mis au jour dans une séquence stratigraphique importante, explorée sous un long surplomb rocheux dominant la vallée de la Beune, dans la région des Eyzies. Elle fait partie d'un ensemble de blocs calcaires sculptés de figurations humaines et découverts dans le même site.
La paternité de la découverte de la Vénus est attribuée au médecin psychiatre bordelais Jean-Gaston Lalanne. Passionné d'anthropologie et de préhistoire, il avait loué le site de Laussel ainsi que l'abri de Cap Blanc, un abri sous roche situé à moins d'un kilomètre à l'ouest de Laussel, afin d'y effectuer des fouilles. Celles-ci commencent dès 1908, mais J.-G. Lalanne, retenu ailleurs pour des raisons professionnelles, s'en remet rapidement à ses ouvriers pour la poursuite du chantier. Dans la pratique, la Vénus à la corne est découverte par les ouvriers employés par J.-G. Lalanne, conduits par le périgourdin Raymond Peyrille.
En 1911, plusieurs œuvres gravées sont découvertes successivement :
- entre mars et avril, les ouvriers trouvent un bloc orné d'une scène montrant deux personnages ;
- la Vénus à la corne est mise au jour début décembre ;
- une représentation féminine, dite « Vénus à tête quadrillée », est signalée dans une lettre de Peyrille à Lalanne datée du 11 décembre[9] ;
- en février 1912, une dernière Vénus, dite « Vénus de Berlin », est vendue frauduleusement par Peyrille au Musée ethnologique de Berlin, à l'insu de Lalanne. Peyrille est condamné à six mois de prison pour abus de confiance mais le conservateur berlinois refuse de restituer l'objet, la condamnation ne faisant pas état d'un vol. La Vénus de Berlin a probablement été détruite pendant la Seconde Guerre mondiale, durant les bombardements de mai 1945 et seuls en subsistent des moulages et une photographie[10]. Cette vénus tient aussi une corne dans la main droite, mais à hauteur de ceinture et non d'épaule : la corne est plus enroulée sur elle-même[3].

La Vénus à la corne est sculptée sur un bloc volumineux de plusieurs mètres cubes, situé à 4 m en avant de la falaise et dont la base se trouvait dans les niveaux ayant livré une industrie gravettienne. La partie ornée a été sciée afin d'être prélevée et mise à l'abri. Le sciage en question a été mal conduit : la portion coupée a une épaisseur de seulement un demi-centimètre à droite contre une quinzaine à gauche.
La Vénus est transportée dans le petit musée privé de J.-G. Lalanne au Bouscat où elle demeure après la mort de ce dernier en 1924. En 1960, la famille fait don de l'ensemble des collections Lalanne au nouveau musée archéologique de Bordeaux, le futur Musée d'Aquitaine. Le 13 juillet 1926, les bas-reliefs du site de Laussel sont classés comme monuments historiques par décret du président Gaston Doumergue.
La Vénus est aujourd'hui présentée au sein de l'exposition permanente du Musée d'Aquitaine, à Bordeaux, en France. Elle a été exhibée dans le cadre d'expositions temporaires au Musée américain d'histoire naturelle de New York en 1986 et au Musée national des beaux-arts du Québec en octobre 2003,.

## Datation
La Vénus de Laussel n'a pu bénéficier d'une datation absolue mais elle est rapportée au Gravettien sur des bases stylistiques et stratigraphiques. Elle daterait donc d'environ 30 000 à 25 000 ans AP.

## Description
De relativement grandes dimensions (54 × 36 cm), elle a été détachée de son bloc porteur afin d'être mise à l'abri.
La Vénus est représentée de face. Elle tient dans sa main droite un croissant lunaire ou une corne de bison qui pourrait, selon Waldemar Deonna (1913), représenter une corne d'abondance. Sur cette corne se trouvent 13 encoches ; certains chercheurs ont suggéré qu'elles pourraient représenter les 13 cycles lunaires annuels ou des cycles menstruels (calendrier obstétrical d'une femme enceinte),.
Sa main gauche est posée sur son ventre, ce qui pourrait indiquer qu'elle est enceinte. Ce qui semble être sa chevelure tombe sur son épaule gauche.
Comme chez toutes les Vénus paléolithiques, on retrouve un certain nombre de conventions figuratives, avec certaines parties exagérément développées comme l'abdomen, les hanches, les seins, les fesses et la vulve, alors que d'autres sont absentes comme les pieds et le visage, tourné vers la corne.

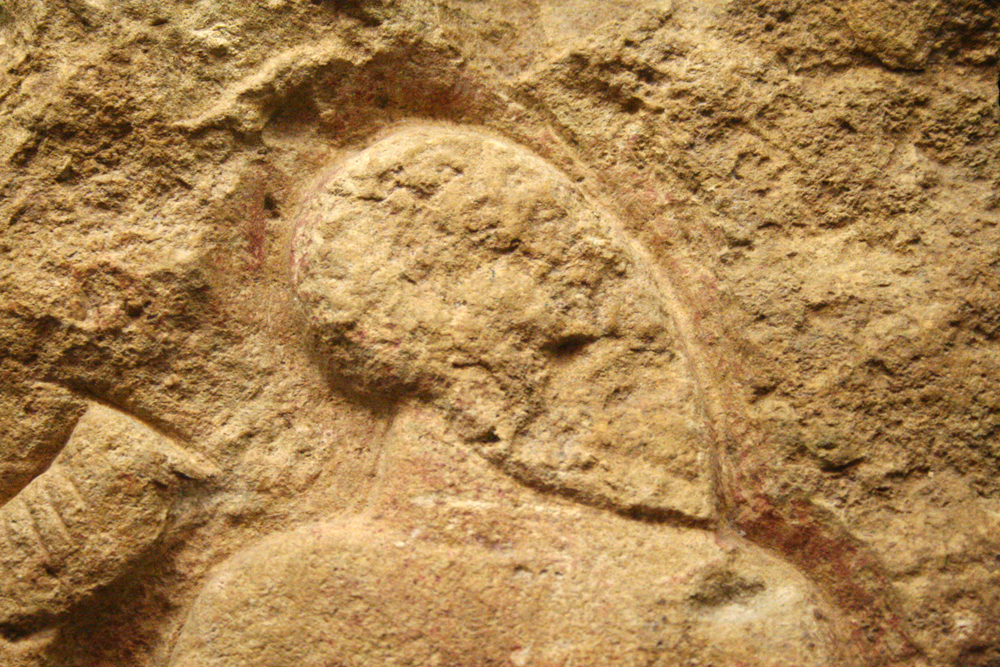
Détail de la tête.
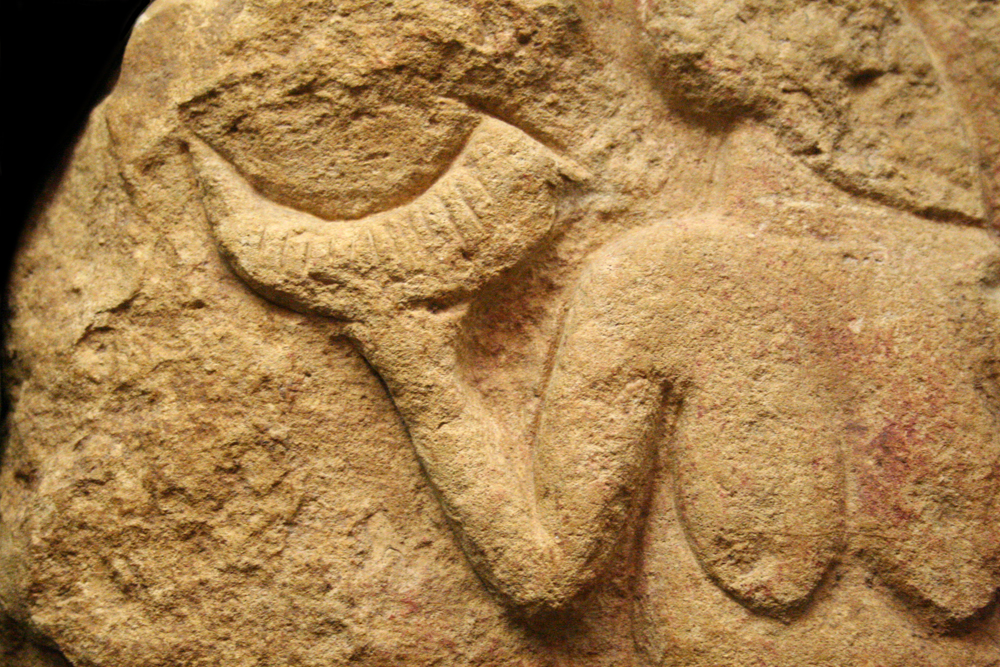
Détail du bras droit et de la corne.
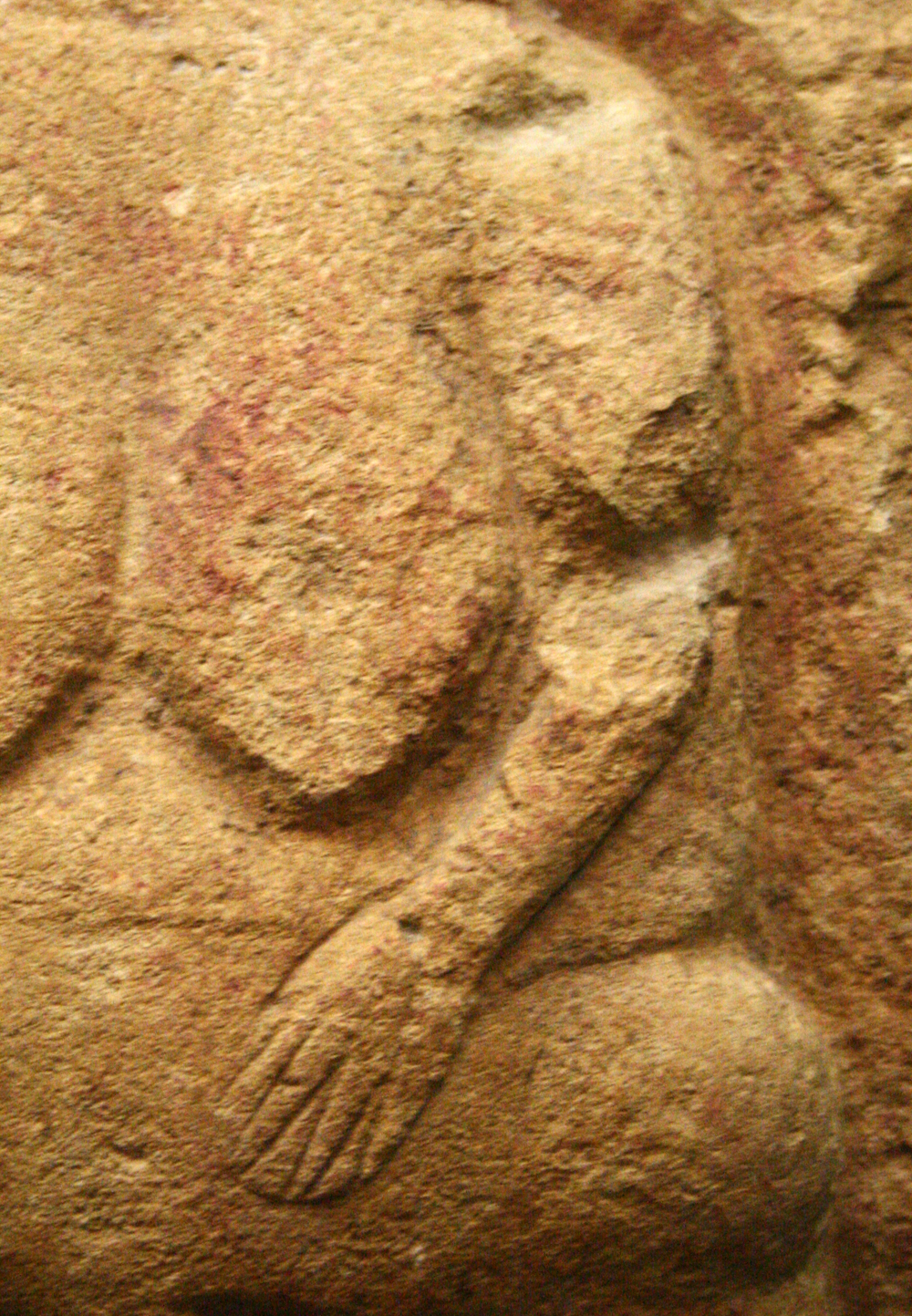
Détail du bras et de la main gauche.